# ماركوس ستيل
ماركوس ستيل (بالإنجليزية: Markus Steele)‏ هو لاعب كرة قدم أمريكية أمريكي، ولد في 24 يوليو 1979 في كليفلاند في الولايات المتحدة.

## وصلات خارجية
- ماركوس ستيل على موقع مرجع كرة القدم المحترفة.كوم (الإنجليزية)